# شخص ما (مسلسل)
شخصٌ ما (بالكورية: 썸바디) هو مسلسل ويب كوري جنوبي، من بطولة كيم يونغ كوانغ، كانغ هاي ريم، كيم يونغ يي وكيم سو يون، تم إصداره على نتفليكس في 18 نوفمبر 2022.

## القصة
سوم (كانغ هاي ليم) هي مطورة لتطبيق التواصل الاجتماعي «سومبودي». على الرغم من أنها تواجه صعوبة في التواصل مع الآخرين، إلا أنها صديقة لـ موك وان (كيم يونغ جي) وكي ايون (كيم سو هيون)، تعمل صديقتها كي ايون كمخبر.
في الوقت ذاته، المصمم المعماري يون اوه (كيم يونغ كوانغ) يظهر أمام سوم وأصدقائها. يون أوه رجل جذاب، لكن يبدو أنه يخفي شيئًا ما. في غضون ذلك، تحقق كي ايون في قضية القتل بمساعدة موك وون.

## طاقم
- كيم يونغ كوانغ في دور يون اوه[5]
- كانغ هاي ليم في دور سوم[5]
- كيم يونغ جي في دور موك وون[5]
- كيم سو يون في دور كي يون[5]

## الإنتاج
المسلسل من كتابة هان جي وان التي كتبت مسلسلات مثل المحقق الشبح (2018)، قائمة تسوق القاتل (2022). وهي سلسلة أصلية لصالح نتفليكس، تتولى مسؤولية إنتاج المسلسل شركة Beyond J.

## روابط خارجية
- شخص ما على موقع IMDb (الإنجليزية)
- شخص ما على موقع روتن توميتوز (الإنجليزية)
- شخص ما على موقع نتفليكس (الإنجليزية)
- شخص ما على موقع ألو سيني (الفرنسية)
- شخص ما على موقع قاعدة بيانات الفيلم (الإنجليزية)
- شخص ما على هانسينما